# Desmolaimus propinquus
Desmolaimus propinquus är en rundmaskart som beskrevs av Allgen 1959. Desmolaimus propinquus ingår i släktet Desmolaimus och familjen Linhomoeidae. Inga underarter finns listade i Catalogue of Life.